# Lamar Hunt U.S. Open Cup 2002
La Lamar Hunt U.S. Open Cup 2002 è stata la ottantanovesima edizione della coppa nazionale statunitense. È iniziata il 10 giugno 2002 e si è conclusa il 24 ottobre dello stesso anno.
Il torneo è stato vinto per la prima volta dal Columbus Crew che ha battuto in finale il LA Galaxy per 1-0.

## Date
| Turno            | Data                |
| ---------------- | ------------------- |
| Primo turno      | 9-11-12 giugno 2002 |
| Secondo turno    | 25-26 giugno 2002   |
| Terzo turno      | 16-17 luglio 2002   |
| Quarti di finale | 7-24 agosto 2002    |
| Semifinali       | 3-10 settembre 2002 |
| Finale           | 24 ottobre 2002     |

## Primo Turno
| Squadra 1           | Risultato   | Squadra 2               |
| ------------------- | ----------- | ----------------------- |
| Real Madrid Texas   | 1 - 3       | Greenville Lions Select |
| South Jersey Barons | 4 - 0       | Vereinigung Erzgebirge  |
| Carolina Dynamo     | 2 - 5       | Raleigh CASL Elite      |
| N.J. Stallions      | 1 - 3       | Des Moines Menace       |
| Mexico SC           | 0 - 2       | San Diego Gauchos       |
| Utah Blitzz         | 2 - 0       | Chico Rooks             |
| AAC Eagles          | 0 - 1 (dts) | New York Freedom        |
| Memphis Express     | 2 - 0       | Texas Spurs             |

## Secondo Turno
| Squadra 1          | Risultato   | Squadra 2           |
| ------------------ | ----------- | ------------------- |
| Seattle Sounders   | 2 - 1       | Utah Blitzz         |
| San Diego Gauchos  | 1 - 6       | Minnesota Thunder   |
| Memphis Express    | 0 - 2       | Atlanta Silverbacks |
| Charleston Battery | 3 - 0       | Greenville Lions    |
| Des Moines Menace  | 2 - 3 (dts) | Rochester Rhinos    |
| New York Freedom   | 0 - 4       | Milwaukee Rampage   |
| Richmond Kickers   | 3 - 0       | Raleigh CASL Elite  |
| Hampton R.M.       | 1 - 0       | South Jersey Barons |

## Terzo Turno
| Squadra 1        | Risultato   | Squadra 2           |
| ---------------- | ----------- | ------------------- |
| MetroStars       | 1 - 0       | Hampton R.M.        |
| Richmond Kickers | 0 - 3       | Columbus Crew       |
| K.C. Wizards     | 3 - 2 (dts) | Rochester Rhinos    |
| Chicago Fire     | 0 - 1       | Milwaukee Rampage   |
| S.J. Earthquakes | 4 - 3 (dts) | Seattle Sounders    |
| L.A. Galaxy      | 4 - 0       | Minnesota Thunder   |
| Dallas Burn      | 2 - 1 (dts) | Atlanta Silverbacks |
| Colorado Rapids  | 1 - 0 (dts) | Charleston Battery  |

## Quarti di finale
| Squadra 1       | Risultato   | Squadra 2         |
| --------------- | ----------- | ----------------- |
| Columbus Crew   | 2 - 1       | MetroStars        |
| L.A. Galaxy     | 1 - 0 (dts) | S.J. Earthquakes  |
| Colorado Rapids | 0 - 1 (dts) | Dallas Burn       |
| K.C. Wizards    | 2 - 0       | Milwaukee Rampage |

## Semifinali
| Squadra 1    | Risultato   | Squadra 2     |
| ------------ | ----------- | ------------- |
| Dallas Burn  | 1 - 4       | L.A. Galaxy   |
| K.C. Wizards | 2 - 3 (dts) | Columbus Crew |

## Finale
| Arbitro: | Brian Hall |

|  |           |            |
|  | Marcatori | 30’ García |